# Гузівка
Гу́зівка — село в Україні, у Валківській міській громаді Богодухівського району Харківської області. Населення становить 16 осіб. До 2020 орган місцевого самоврядування — Костівська сільська рада.

## Географія
Село Гузівка знаходиться поряд з автомобільною дорогою Р22, за 4 км від м. Валки і за 1 км від селища Ков'яги. Поруч із селом великий лісовий масив (дуб).

## Історія
12 червня 2020 року, розпорядженням Кабінету Міністрів України № 725-р «Про визначення адміністративних центрів та затвердження територій територіальних громад Харківської області», увійшло до складу Валківської міської громади.
19 липня 2020 року, в результаті адміністративно-територіальної реформи та ліквідації Валківського району, село увійшло до складу Богодухівського району.